# Francisco Jarauta
Francisco Jarauta (Zaragoza, 1941) es un filósofo español,  editor, comisario de exposiciones y Catedrático de Filosofía de la Universidad de Murcia. En 2018, la editorial IED de Madrid publicó el libro homenaje Francisco Jarauta en las fronteras de Babel.

## Trayectoria profesional
Doctor en Filosofía, Antropología e Historia del Arte en la Universidad de Valencia, amplió sus estudios en Roma, Münster, Berlín y París.
En su carrera académica ha  sido profesor invitado en universidades europeas y americanas. Sus trabajos de investigación se orientan especialmente en el campo de la historia de las ideas, la filosofía de la cultura, la estética y teoría del arte. compagina su labor académica sobre estética, arte y filosofía con la vinculación a los patronatos de instituciones culturales.
Ha sido vicepresidente del patronato del Museo Nacional Centro de Arte Reina Sofía, MNCARS y director del comité científico del Istituto Europeo di Design (España), siendo actualmente miembro del Patronato del Centro Andaluz de Arte Contemporáneo y del Comité Científico de la Fundación Botín y del World Political Forum, miembro del consejo rector del IVAM.  
Ha dirigido en Murcia el Foro de la Mundialización desde 1990. Además, forma parte de los Comités Científicos de Iride, Experimenta, Pluriverso, y Le Monde diplomatique.
Participa en el grupo Géo-philosophie de l’Europe y es coordinador del Grupo Tánger. Igualmente, es director de la colección Arquilectura.

## Publicaciones

### Registros biblográficos
- El directorio del diario español El País contiene un directorio de los artículos publicados en este diario.[8]
- Extenso registro bibliográfico en Dialnet correspondiente a publicaciones de Francisco Jarauta[9]
- Registros biblográficos en la Biblioteca Nacional de España BNE[10]

### Ensayos
Entre sus numerosas publicaciones se destacan los ensayos:
- Kierkegaard. Los límites de la dialéctica del individuo (1975)
- La filosofía y su otro (1977)
- Fragmento y totalidad: los límites del clasicismo (1988)

### Editor
- La crisis de la Razón (1985
- Razón, Ética y Política (1988)
- La transformación de la conciencia moderna (1991)
- Walter Benjamin. Tiempo, Lenguaje, Metrópoli (1992)
- Pensar el presente (1993)
- Tensiones del arte y la cultura en el fin de siglo, (1993)
- Barroco y Neobarroco (1993)
- Pensar-Componer / Construir-Habitar (1994)
- Otra mirada sobre la época (1994)
- Nuevas Fronteras/Nuevos Territorios (1996),
- Globalización y fragmentación del mundo contemporáneo (1997)
- Escenarios de la globalización (1997)
- Mundialización/periferias (1998)
- J. Ruskin: Las piedras de Venecia (2000)
- Poéticas/Políticas (2001)
- S. Mallarmé: Fragmentos sobre el libro (2001)
- Teorías para una nueva sociedad (2002)
- Desafíos de la Mundialización (2002)
- Nueva economía. Nueva sociedad (2002)
- Después del 11 de Septiembre (2003)
- L.B. Alberti: Momo o del Príncipe (2003)
- Oriente-Occidente (2003)
- Gobernar la globalización (2004)
- Escritura suspendida (2004)
- Pontormo: Diario (2006)
- Viollet-Le-Duc: Conversaciones sobre la arquitectura (2007)

## Comisariado de exposiciones
Ha sido comisario  de varias exposiciones internacionales, entre las más recientes:
- Arquitectura radical (2002)[11]
- Micro-Utopías. Arte y Arquitectura (2003)[12]
- Desde el puente de los años. Paul Celan – Gisèle Celan-Lestrange (2004)[13]
- Matisse y La Alhambra (2010)[14]
- Colección Christian Stein (2010)[15]
- El hilo de Ariadna (2012).[16]